# Der Admiral – Krieg im Pazifik
Der Admiral – Krieg im Pazifik (japanisch: 聯合艦隊司令長官 山本五十六 -太平洋戦争70年目の真実-) ist ein 2011 erschienener japanischer Spielfilm über das Leben von Großadmiral Yamamoto Isoroku und seine Rolle im Zweiten Weltkrieg.

## Handlung
Japan im Sommer 1939. Seit rund zwei Jahren führt Japan einen nicht endenden Krieg in China, das von den USA unterstützt wird. Nazi-Deutschland tritt an Japan heran, sich gemeinsam mit Italien im Dreimächtepakt zu verbünden. Große Teile der japanischen Gesellschaft und des Militärs – insbesondere die Armee – sprechen sich für das Abkommen aus, um Japans politische Sicherheitsinteressen im asiatischen Pazifikraum durchzusetzen. Die Marineführung, darunter Vize-Admiral Yamamoto Isoroku, ist gegen das Bündnis, da es Japan in einen Krieg mit den USA stürzen könnte, mit dessen militärisch-wirtschaftlicher Übermacht Japan nicht imstande ist zu konkurrieren. Zunächst gelingt es der Marine durch ihr Veto die Unterzeichnung des Dreimächtepakts zu verhindern.
Während in Europa der Zweite Weltkrieg beginnt, wird Yamamoto aus dem Marineministerium versetzt, zum Admiral befördert und zum Befehlshaber der Kombinierten Flotte ernannt. Er beginnt intensive Übungen der Seekriegsführung mit Flugzeugträgern. Nach Deutschlands Sieg über Frankreich mehren sich in Japan erneut die befürwortenden Stimmen für den Dreimächtepakt. Entgegen Yamamotos Bedenken kommt es zur Unterzeichnung. Japan fällt im französischen Indo-China ein, woraufhin die USA ein Handelsembargo für kriegswichtige Ressourcen gegen das Land verhängen. Ein Krieg zwischen beiden Staaten wird immer wahrscheinlicher.
Admiral Yamamoto legt den Plan für einen großangelegten Angriff auf den US-Marinestützpunkt Pearl Harbor vor. Mit einem Überraschungsangriff aus der Luft soll die amerikanische Pazifikflotte gleich zu Kriegsbeginn ausgeschaltet werden, insbesondere die vier amerikanischen Flugzeugträger. Yamamoto setzt darauf, dass die USA nach einer Reihe von frühen Niederlagen demoralisiert sein und um Frieden ersuchen werden, bevor sie ihr gewaltiges militärökonomisches Rüstungspotenzial entfalten können. Nur so könne Japan eine Konfrontation mit den USA überleben. Am 7. Dezember 1941 erfolgt der Angriff, wobei es den Japanern ohne große eigene Verluste gelingt, einen nicht unerheblichen Teil der amerikanischen Pazifikflotte auszuschalten. Während weite Teile des Militärs und der japanischen Bevölkerung den Sieg bejubeln, erkennt Yamamoto hingegen, dass sich der Angriff lediglich als Pyrrhus-Sieg erweist, da weder die Flugzeugträger des Gegners, noch die Infrastruktur der Basis nachhaltig zerstört wurde, und die zentralen Elemente der US-Pazifikflotte somit weiterhin einsatzfähig sind. Der Überfall befeuert gleichzeitig die Kriegsunterstützung der Amerikaner, die sich schon bald von dem Schlag erholen.
Um die USA doch noch zu einem Frieden zu zwingen, will Yamamoto mit einem Angriff auf die Insel Midway die amerikanische Pazifikflotte zur Entscheidungsschlacht zwingen, um ihre Flugzeugträger doch noch zu vernichten. Das Militär genehmigt die Operation, nachdem es den Amerikanern am 18. April 1942 gelingt, mit von Flugzeugträgern gestarteten Langstreckenbombern Tokio zu bombardieren. Die japanische Flotte läuft gen Midway aus und greift die Insel an, doch haben die Amerikaner bereits vorab den Angriffsplan entschlüsselt und stellen den Japanern nun ihrerseits eine Falle. Die Schlacht von Midway endet für die Japaner in einer Katastrophe, bei der sie alle ihre vier eingesetzten Flugzeugträger verlieren. Damit gerät Japan im Pazifikkrieg nun endgültig immer stärker in die Defensive.
Nachdem sich die Japaner von Guadalcanal und Rabaul zurückziehen müssen, will Yamamoto den Südwestpazifik opfern und sich auf Guam, die Marianen und die Saipan-Inseln zurückziehen, um sie als unsinkbare Träger zu nutzen und die Amerikaner in einen Abnutzungskrieg und zu Friedensverhandlungen zu zwingen. Am 18. April 1943 will Yamamoto die Truppen an der Front auf den Salomonen-Inseln inspizieren, doch die Amerikaner erfahren von dem Plan und schießen das Flugzeug, in dem sich Yamamoto befindet, ab (Operation Vengeance).
Zweieinhalb Jahre später, nach dem Tod von drei Millionen Japanern und den Atombombenabwürfen auf Hiroshima und Nagasaki kapituliert Japan. Das Land wird zur Demokratie. Der Journalist Toshikazu Shindo schreibt, dass Yamamoto das tragische Schicksal zukam, dass er den Krieg abgelehnt habe und doch beginnen musste, um das Ziel des Friedens zu erreichen. Nun sei das Land an einem Neuanfang, bei dem man alles anders machen müsse, als es sich Yamamoto vorgestellt habe.

## Hintergrund

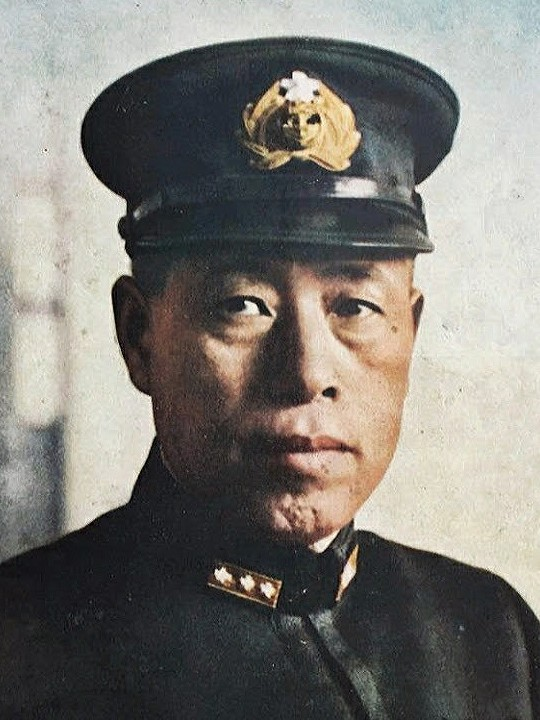
Admiral Yamamoto Isoroku

Das Erzählnarrativ des Filmes fokussiert sich nahezu ausschließlich auf die Person Admiral Yamamotos und seinen Glauben, im Falle eines heraufziehenden Krieges Japan vor dem Unheil nur retten zu können, indem man selbst den Krieg beginnt und den USA einen entscheidenden Schlag versetzt. Ausgelassen wird dabei der aggressiv-expansive Charakter des Kaiserreichs Japan und dass Yamamotos Streben nach Sicherheit für Japan letztlich mit der Bewahrung ebendieses Systems einherging. Der Film fügt sich damit ein in die in der japanischen Gesellschaft vorhandene Tendenz einer mangelnden kritischen Auseinandersetzung mit der eigenen Rolle und Verantwortung des Landes im und für den Zweiten Weltkrieg.

## Kritiken
„Wortreiches, um ein differenziertes, historisch valides Bild des Kriegshelden bemühtes Drama, das die Motivation des Admirals zu ergründen sucht.“

In der Internet Movie Database kommt der Film auf eine Wertung von 6,7 von 10 Punkten bei rund 1200 abgegebenen Nutzerbewertungen.